# ハイ・スピード
『ハイ・スピード』(High Speed)は、米ウィリアムス社が1986年に発売したピンボールマシン。

## 特徴

スタート時。パトランプが激しく光る（撮影：ナツゲーミカド）

立体的なランプレーンやワイヤーレーンを用いた、それこそタイトル通りのハイスピードな展開に加え、それまでになかった以下の各フィーチャーを盛り込むことで、大ヒットはもとより、その後の近代ピンボールのスタイルを位置づけた一大モデルとなった。
マルチボール・ジャックポットの採用
プレイ中にジャックポット・バリューが積み立てられていき、それをマルチボール中でのみ獲得できるようにすることで、プレイヤーはまずマルチボールのスタートを目指し、それからジャックポットの獲得を目指すという明確なプレイ目標が確立した。
ステータス・レポートの採用
プレイヤーはプレイ中にフリッパーでボールをホールドし続けることによって、スコア・ディスプレイより、ハイスコア、リプレイスコア、ジャックポット・バリュー、エキストラボール残り数などの各種情報を参照できるようになった。
ハイスコアのイニシャル登録と表示
プレイヤーはハイスコアを出したときに自分のイニシャルを登録し、それをデモ中に表示できるようになった。これにより、プレイヤーは自分のイニシャルを登録するために、こぞってハイスコアを競い合うようになった。
この内、下の二項目はスコア・ディスプレイに14セグメントのLEDを採用し、アルファベットの表示を可能にしたことにより実現した機能である。
また上記に合わせ、以下のフィーチャーも本機で初採用である。
- 曲として完成されたプレイ中のゲームミュージック。
- リプレイの獲得率でリプレイスコアを自動で変更するオートアジャスト機能。
- ランプレーンにダイバータ（ボールの行き先を切り替えるアーム）を使用。

外観では、バックボックスの上に取り付けられたパトライトと、プレイフィールド中央のタコメーターを模した円状のボーナスライトが特徴的である。

## ゲームのテーマ
本ゲームのテーマはポリスカーとのカーチェイスである、プレイフィールド上を時速55マイル超のハイスピードで駆け巡り、赤信号を突破して追いかけてくるポリスカーを振り切り、隠れ家に逃げ帰ることで、本ゲーム最大の目玉である「ハイドアウト・ジャックポット」を獲得する。
バックグラスではスポーツカーを追いかけている警察官が大きく描かれているが、追いかけられているスポーツカーの方がプレイヤーである。

## プレイフィールド
プレイフィールドは3フリッパーである。この内サードフリッパーはプレイフィールド右奥に位置し、主にランプレーンにボールを乗せる為に使用する。
フリーウェイ
プレイフィールドの後方左右にオービット状にレイアウトされているレーン。ボールがリターンレーンを通るかフリーウェイを一周させることで一定時間ライトが点灯し、点灯中にフリーウェイにボールを通すことでフリーウェイ・バリューが獲得できる（厳密には入り口付近のロールオーバーを反応させれば獲得できる）。フリーウェイ・バリューは初期値2万5千点から獲得する毎に5万点、7万5千点、最高10万点まで増えていく。また10万点に達すると一度だけLITE EXTRABALLが点灯し、その状態でフリーウェイにボールを通すと、キックアウト・ホールにエキストラが点灯する。その他に、一度フリーウェイ・バリューを獲得するとリターンレーンにLITE KICKBACKが点灯する。
ランプレーン
サードフリッパーから狙える位置に入り口があり、ランプレーンにボールを通すことでランプ・ボーナスを獲得し、アウトホール・ボーナスの倍率が増える（最高5倍）。またマルチボール中にランプレーンにボールを通すことでハイドアウト・ジャックポット（最高200万点）が獲得できる。ランプレーンを通ったボールは、一旦ワイヤーレーンを通ってハイドアウト・ロックホールにロックされ、その後プレイフィールドにリリースされる。
ストップ・ターゲット
緑・黄・赤の信号機を模した3個1組のスポットターゲットが3箇所に配置されている。ライトが点滅しているストップ・ターゲットをヒットさせることで、そのターゲットのライトを点灯させることができ、全てのストップ・ターゲットを点灯させるとマルチボール・レディの状態になる。
スタンドアップ・ターゲット
左右リターンレーンの直上にある、1～6の番号が振られて並んでいるスポットターゲット。点灯中のターゲットにヒットさせることでランプ・バリューを上げたりキックバックを復活できるが、殆ど狙う意味のないターゲットである。
キックアウト・ホール
キックアウト・ホールにボールを入れると、点灯していないストップ・ターゲットの1つが点灯する。またエキストラ点灯時にボールを入れるとエキストラボールを獲得する。
リターンレーン
リターンレーンにボールを通すことで、その対角線上にあたるフリーウェイのライトが点灯する。またLITE KICKBACK点灯中は、ボールを通すことでキックバックが復活する。
アウトレーンとキックバック
アウトレーンに落ちたボールは、通常そのままボールデッドとなるが、左アウトレーンにはキックバックがあり、点灯している場合はキックバックがボールをプレイフィールドに蹴り返してくれる。キックバックは一度使用すると消灯するが、LITE KICKBACK点灯中のリターンレーンにボールを通すか、点灯中のスタンドアップ・ターゲットをヒットさせることで再点灯される。またスペシャル点灯中のアウトレーンにボールが落ちるとスペシャルを獲得する。
ジェットバンパー
プレイフィールド後方にトライアングル状に3個一組で配置されている。ただの役物で特別なフィーチャーはないが、狙いにくいストップ・ターゲットが、ジェットバンパーで跳ね返ったボールが当たって点灯することが度々ある。
スピナー
左右フリーウェイとキックアウト・ホールの入り口にそれぞれついている。スピナー点灯中は1回転ごとに1000点が獲得できる。

## アウトホール・ボーナス
プレイ中に特定のターゲットをヒットさせることでプールされていき、ボールデッドになった際にまとめてスコアに加算される。獲得できるボーナス点は最大で6万9千点×5倍である。通常アウトホール・ボーナスは1ボール毎にリセットされるがHOLD BONUSが点灯している場合はリセットされずに次のボールに引き継がれる。また最終ボールでHOLD BONUSが点灯している場合は、アウトホール・ボーナスが2回獲得できる。ティルトでボールデッドになった場合は、アウトホール・ボーナスは獲得できずに没収となる。

## マルチボールとジャックポット
本機のマルチボールは3ボール・マルチボールである。ジャックポット・バリューは初期値25万点からプレイ中にどんどんプールされていき、最大200万点まで増える。また、ジャックポット・バリューはゲームを終えてもリセットされずに次のプレイに引き継がれる。現行のジャックポット・バリューは、アドバタイズ（非プレイ）中のスコア・ディスプレイに表示されるほか、プレイ中のステータス・レポートでも確認できる。 
マルチボールのスタート・シーケンスは、概ね以下の通りである。
- ゲームスタート直後は、プレイフィールド上にある3箇所の緑のストップ・ターゲットが点滅している。このターゲットを全てヒットさせ緑色を点灯させると、次に3箇所の黄色のストップ・ターゲットが点滅する。同様に全ての黄色を点灯させると、最後に3箇所の赤が点滅、同様に全ての赤を点灯させると、スコア・ディスプレイに"RUN THE RED"と表示され、マルチボール・レディの状態になる。
- マルチボール・レディになったら、次はポリスカーとカーチェイスをするために赤信号を突破しなければならない。ランプレーンの上にある小型の信号機が赤になっているはずなので、ランプレーンにボールを通すと信号無視をしたことになり、ポリスカーとのカーチェイスが始まる（演出として、バックボックスの上にあるパトライトが点灯して、さらにポリスカーのサイレン音が鳴り響く）。なおランプにボールが通せないままボールデッドになった場合、残りボールがあれば次のボールのプランジャーショットでクリア可能である。
- 信号無視をしたら、もう一度ランプレーンにボールを通す。そうするとランプに乗ったボールがハイドアウト・ロックホールにロックされマルチボールが完成する。また、ランプレーンにボールを通す前に、消灯した9箇所全てのストップ・ターゲットをヒットさせて点灯させると、キックアウト・ホールにESCAPEが点灯する。その状態でキックアウト・ホールにボールを入れると、スコア・ディスプレイに"YOU ESCAPED"と表示され、これでもマルチボールが完成する。なお、ランプレーンにボールが乗りセンサーに反応したが、その後逆流してボールがロックできなかった場合も、救済措置としてキックアウト・ホールにESCAPEが点灯する。
- マルチボールが完成すると、ボールシューターに2ボール目がセットさせるので、フル・プランジャーでシュートすると、シュートされたボールがそのままランプレーンに乗り上げ2ボール目がロックされる。2ボール目がロックされたら、同様に3ボール目をシュートすると、3ボール目がランプレーンに乗り上げた地点でロックされていた2つのボールがリリースされ、3ボール・マルチボールがスタートする。なおESCAPEでマルチボールを完成させた場合は、残りの2つのボールをロックさせた後に3ボール・マルチボールがスタートする。いずれの場合も、万が一2ボール目のシュートが弱くてロックできなかった場合は、ボールが他のスイッチに触れた地点で2ボール・マルチボールが始まってしまう。
- 信号無視をプランジャー・ショットでクリアすることで、一度もランプレーンを通せなくても、マルチボールの完成までは到達できることになる。

マルチボールが始まったら、マルチボール中にランプレーンにボールを通すことで、ハイドアウト・ジャックポットが獲得できる。ハイドアウト・ジャックポットを獲得すると、ジャックポット・バリューは初期値の25万点に戻る。

## エキストラボール
キックアウト・ホールに点灯し、点灯中にキックアウト・ホールにボールを入れることでエキストラボールが獲得できる。エキストラを点灯させる方法には、以下の二種類がある。
フリーウェイ・エキストラ
フリーウェイ・バリューを獲得し続け、LITE EXTRABALLが点灯した状態でフリーウェイにボールを通すと、キックアウト・ホールにエキストラが点灯する。
ジャックポット・エキストラ
ハイドアウト・ジャックポット獲得後に、マルチボールをキープしたままストップ・ターゲット9個全てを再点灯させると、キックアウト・ホールにエキストラが点灯する。
本機では1ボール中に複数のエキストラボールを獲得することで、エキストラボールを溜めることが可能である。ただし台によって最大個数が設定されており、それを超えると以降はボーナス点になる。また、エキストラを点灯させたまま別の条件のエキストラを成立させると二重点灯となるが、獲得できるエキストラボールは1個となる。

## スペシャル
以下の各条件で獲得でき、いずれもクレジット（再ゲーム）を増やすことができる。ただし、台の設定によっては、エキストラボール、ボーナス点、無効にされている場合もある。
- 台に設定されているリプレイスコア（標準設定では140万点）を出す。
- スペシャル点灯中のアウトレーンにボールを通す。
- ハイスコアを出す。
- ナンバーマッチで当たりを出す。

## ステータス・レポート
本機で新たに導入された機能で、プレイ中に左右いずれかのフリッパーボタンを押しっぱなしにすることで、以下の各情報が順次スコア・ディスプレイ上に表示される。
- EXTRA BALLS - 残りのエキストラボール数
- HIDEOUT JACKPOT - 現在のハイドアウト・ジャックポット・バリュー
- NEXT REPLAY - 次のリプレイスコア
- RAMP VALUE - ランプレーンにボールを通したときに得られるスコア
- HIGHEST SCORES - 1位～4位までのハイスコア

なお、アウトホール・ボーナスとフリーウェイ・バリューは、フィールド中央（フリッパー上部）のライトで常に表示される。

## ハイスコアとイニシャル登録
プレイヤーは1位～4位までのハイスコアを出すことによって、ゲーム終了時に自分のイニシャルを英字3文字で登録することができる。イニシャル登録は左右フリッパーボタンで文字を選択してスタートボタンで文字を登録する。登録が終わると、ハイスコアの順位に応じたクレジット数を獲得する（設定によっては無効にされている場合もある）。登録したイニシャルは、アドバタイズ時のスコア・ディスプレイにハイスコアと共に表示される。ハイスコアは、その台での一定プレイ数（標準で3,000プレイ）が経過するとリセットされる。
なお、スコア・ディスプレイ上の表示可能な最大スコアは999万9990点で、それを超えるとプレイ中のスコア表示は0点に戻るが、ハイスコアには999万9999点で登録される。通常ピンボールのスコアで1の桁は使われないので、スコアがオール9で表示されることでプレイヤーが1000万越えを達成したことが示される。

## 攻略法
ピンボールの攻略（狙い所）は、それこそプレイヤーにより様々なので、ここではあくまでも参考として一例を挙げる。
- プランジャーショットを終えたら、まずは何はなくともフリーウェイ・バリューを獲得する。これはリターンレーンのLITE KICKBACKを点灯させるためである。LITE KICKBACKが点灯すればキックバックの復活がはるかに容易になり、ボールデッドになる確率がぐんと下がる。LITE KICKBACKを点灯させたら、さらにフリーウェイ・バリューを10万点まで上げ、エキストラボールの獲得を目指す。
- フリッパーで直接狙いにくいストップ・ターゲットは、直接ヒットさせるよりもキックアウト・ホールにボールを入れて点灯させる方が手っ取り早い。またジェットバンパーにボールを弾かせて間接的にヒットを狙うのも一つの手である。
- マルチボールが始まったら、ジャックポットを狙うよりもマルチボールをキープすることに集中する。というのもマルチボールをキープしながら狙ってランプレーンにボールを乗せるのは、よほどの上級者でなければ殆ど無理である。逆にマルチボールをキープしている間にサードフリッパーが偶発的にランプレーンにボールを打ち込むのを期待する方が、ジャックポット獲得の確率が上がる。
- 慣れないうちはジャックポットを狙うよりも、積極的にフリーウェイを狙う方がスコアが伸びる。フリーウェイは4回ボールを通せば5回目からは1回通す毎に10万点が獲得でき、かなりのハイスコアターゲットとなる。またフリーウェイはホールディングして狙い撃ちする他に、リターンレーンから帰ってきたボールをそのまま流し打ちしても結構な確率でボールが通過する。ただしキックバックの復活を優先させたい場合は、キックバック消灯時はフリーウェイの代わりにスタンドアップ・ターゲットを狙う。
- 上げているサードフリッパーの真下にボールがいるときはサードフリッパーを下ろさない。サードフリッパーの裏で叩かれたボールは、そのままアウトホールを直撃するケースが多い。

## 続編
1992年に同じスティーヴ・リッチーのデザインによる『ザ・ゲッタウェイ ハイ・スピードII』(The Getaway: High Speed II)が米ウィリアムス社より発売されている。

## ビデオゲーム作品
1991年にNintendo Entertainment System用でビデオゲーム化されたものが発売されている。
Farsight Studiosによるピンボールシミュレーター『Pinball Arcade』に本機が収録されていた。2018年6月30日にウィリアムス社・バリー社の権利所持者とのライセンスが切れたことにより本機を含めた両社のピンボール台の販売を終了している。

## その他
アドバタイズ・デモ
14セグメントLEDを活かして（実際は14セグメントは上段の7桁×2コマのみ。下段の7桁×2コマは通常の7セグメント）、アドバタイズ時のディスプレイ・デモは凝ったものに仕上がっている。
アドバタイズ中は、スコア・ディスプレイ上に以下のものが表示される。
(1) ラストプレイのスコア
(2) HIGHEST SCORES（1位～4位）
(3) カスタムメッセージ（"RUN THE LIGHT - AND GET AWAY -- AT HIGH SPEED."）
(4) リプレイスコア
(5) HIDEOUT JACKPOT バリュー
(6) フリーパターンデモ
上記が、以下のシーケンスで表示される。
(1) → (2) → (3) → (1) → (4) → (1) → (2) → (5) → (6) → (1) → (4) → (1)に戻る
フリーパターンデモには、以下のものがある。
- "HIGH SPEED" の文字が時計回りに回る
- "□" が時計回りに回る
- 上段に "HIGH" 、下段に "SPEED" の文字が右方向にスクロールループする
- 導火線状のものが伸び縮みしながら追いかけっこをする

エンジンがかからない?
クレジットが0の時にスタートボタンを押すと、ゲームはスタートしないが、イグニッションキーを回したときのセルモーターの音だけが鳴る（設定で鳴らないようにもできる）。
ゲームの元ネタ
本ゲームのテーマの「ポリスカーとのカーチェイス」は、デザイナーのスティーヴ・リッチーが、1979年にスピード違反でポリスカーに追いかけられ振り切った実体験が元になっている。